# Herpetogramma acyptera
Herpetogramma acyptera is een vlinder uit de familie van de grasmotten (Crambidae). De wetenschappelijke naam van de soort is voor het eerst gepubliceerd in 1899 door George Francis Hampson.
De soort komt voor in Mexico (Veracruz de Ignacio de la Llave).